# Стефани Рачева
Стефани Иванова Рачева е българска актриса. Активно се занимава с озвучаване на филми, сериали и реклами. Най-известна е с озвучаването на Моника Гелър и Фийби Бюфе в „Приятели“.

## Биография
Рачева е родена на 28 май 1968 г. Завършила е актьорско майсторство във ВИТИЗ „Кръстьо Сарафов“.
Прави своя актьорски дебют на сцената на Младежки театър „Алтернатива“ в град София. Участвала е в театралните постановки „Картофена игра“ с режисьор Мариан Клеви, „Актрисата“ „Плажът“, „Богородична сълза“ с режисьор проф. Петър Петров в Младежки театър 
През 1993 – 1996 г. е автор и водещ на рубрика за деца „Магазин за пакости“ в БНР с редактори Станини Дешева и Ани Яковлева и един от основоположниците на „Образователен театър“ за ученици.
В края на 90-те е водещ и автор на предаване „Часът на Пепеляшка“ в „Радио 99“. Участва в италиански тв сериал „Рекет“ с ролята на Силвия с реж. Луиджи Перели в партньорство на Микеле Плачидо, Барбара Де Роси и Дарио Дамбрози. Следват участия в международни европейски кинопродукции с френския кинорежисьор Дени Бери.
Рачева започва да се занимава с дублаж в края на 90-те години на миналия век. Една от първите роли, за която дава гласа си, е Франческа Джонсън, героинята на Мерил Стрийп във филма „Мостовете на Медисън“.
Сред сериалите с нейно участие са ”Моето семейство”,”Зина принцесата воин”„Закон и ред“, „Клуб Маус“, „Декстър“ (в седми и осми сезон), „Момчетата от Медисън авеню„Готъм“ и „Страсти в Тоскана“.
както и ролите на Фийби и Моника в тв сериала ПРИЯТЕЛИ.
Озвучава Мария в италианската продукция „Мария от Назарет“
Озвучава Синята Фея в „Пинокио“, Одри и леля Бути в синхронните дублажи на анимационните филми „Атлантида: Изгубената империя“ и „Роботи“.
Освен с актьорство, тя се занимава и с драматургия. Най-известната ѝ драматицация е „Робинзон Крузо“, за която е наградена с няколко отличия извън България. Заедно с режисьора Съни Сънински са съавтори на проекта „България на длан“.
Рачева е женена за Съни Сънински и имат двама синове – Иван и Стефан.